# Amtsverwaltung Sankt Georgen
Koordinaten: 50° N, 12° O

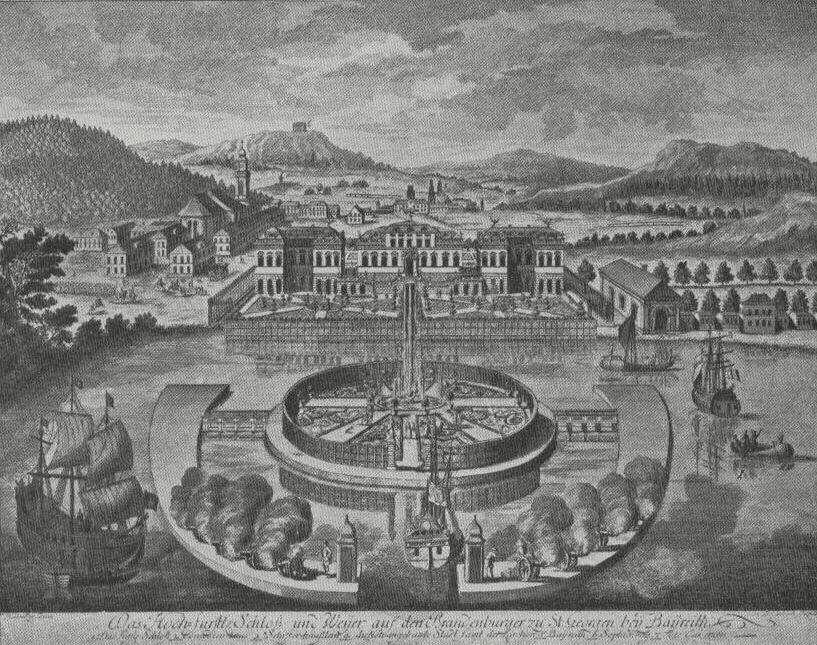
Historische Ansicht von Sankt Georgen, dem ehemaligen Sitz der Amtsverwaltung

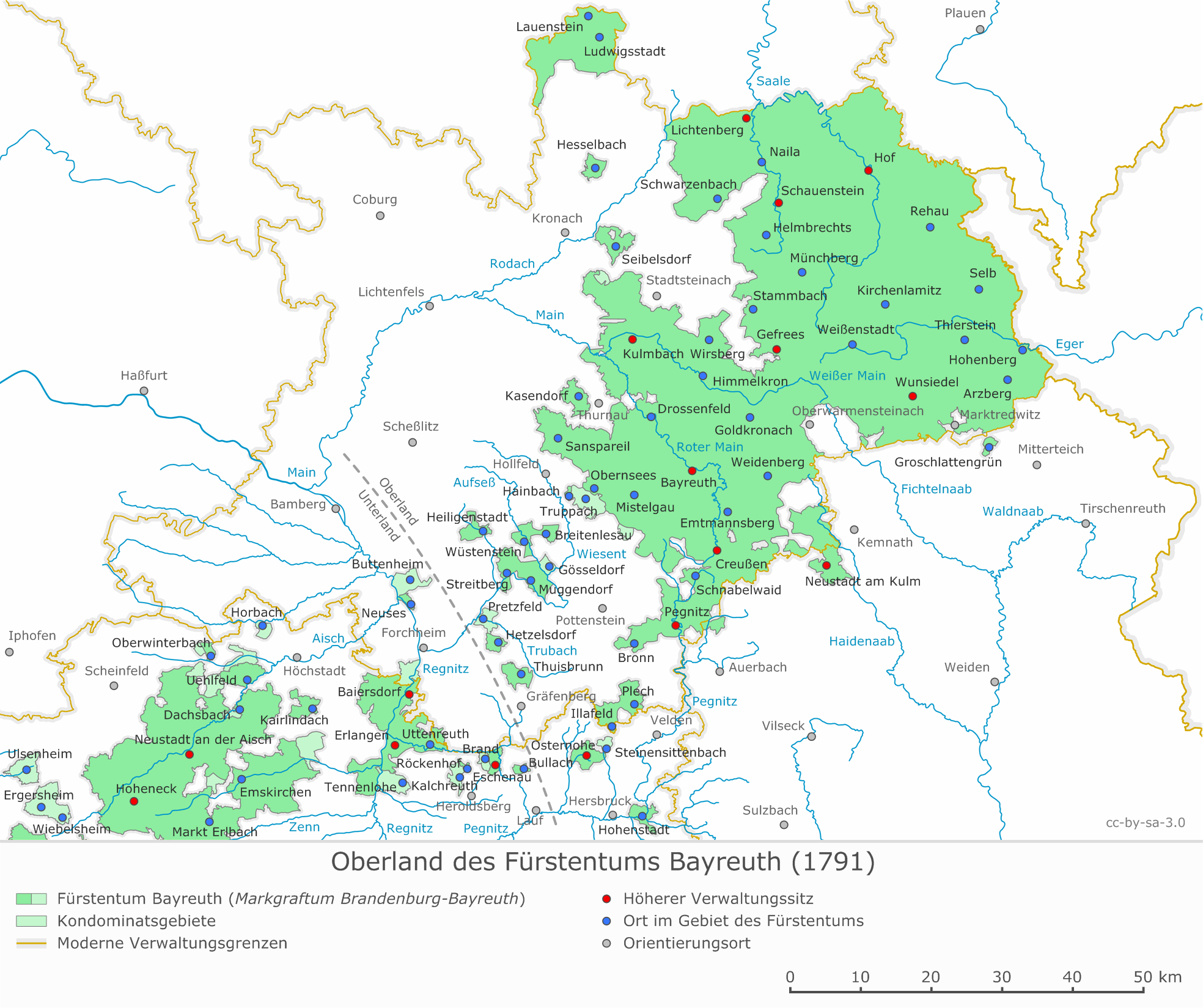
Das Oberland des Fürstentums Bayreuth

Die Amtsverwaltung Sankt Georgen war eine Verwaltungsbehörde des bis 1791/92 von einer hohenzollernschen Nebenlinie regierten Fürstentums Bayreuth.

## Geschichte
Die Amtsverwaltung Sankt Georgen wurde im Jahr 1702 eingerichtet und hatte ihren Sitz in Sankt Georgen, einer kurz zuvor gegründeten Planstadt, die heute einen Gemeindeteil der Stadt Bayreuth bildet. Die Amtsverwaltung gehörte zur unteren Verwaltungsebene des auch als Brandenburg-Bayreuth (bzw. bis 1604 Brandenburg-Kulmbach) bezeichneten Fürstentums und unterstand der Amtshauptmannschaft Bayreuth.

## Administrative Gliederung
Zum Ende des 18. Jahrhunderts unterstanden der Amtsverwaltung Sankt Georgen neben der Stadt Sankt Georgen noch fünf weitere Verwaltungseinheiten:
- Kastenamt Neustadt am Kulm (bildete bis 1772 als Oberamt Neustadt am Kulm eine eigenständige Mittelbehörde)
- Kastenamt Streitberg mit der Vogtei Hetzelsdorf
- Kastenamt Sanspareil-Zwernitz
- Vogteiamt Wonsees
- Vogteiamt Thuisbrunn

Geleitet wurde die Behörde von einem Amtsverwalter.